# Strada Statale 1 racc Raccordo di La Spezia
Die Strada Statale 1 racc „Raccordo di La Spezia“ ist eine italienische Staatsstraße.

## Verlauf
Die SS 1 racc verbindet die SS 1 var/A mit der Großstadt La Spezia. Sie hat eine Länge von 0,740 km.